# 賴廉士
賴廉士爵士，CBE，ED，JP（Sir Lindsay Tasman Ride，1898年10月10日—1977年10月17日），來自澳洲的香港生理學家、軍人和大學行政人員。他在太平洋戰爭期間指揮英軍服務團，戰後在1949年至1964年出任第五任香港大學校長。
賴廉士早年曾經參與第一次世界大戰，退伍後於1919年入讀墨爾本大學，主修醫學。他在1922年以羅德學人身份前往牛津大學深造。自1928年起，賴廉士歷任香港大學生理學系主任、香港大學醫學院院長和香港政府醫務委員會委員等職。1941年12月香港淪陷後，他一度淪為戰俘，但旋於翌年1月成功逃脫，並在同年7月於廣東曲江（今韶關市一帶）創立英軍服務團，主要負責在華南地區蒐集情報、營救身處香港的人士、以及把藥物和其他必要物資偷運到香港的集中營內。
第二次世界大戰完結後，賴廉士返回香港大學任教，並在1949年至1964年間出任校長一職，是港大歷史上在任時間最長的校長。在任內，他協助把港大從戰後百廢待舉的局面恢復過來，使大學的規模得以急速擴展。到1961年的時候，港大學生人數增至2,000人，是1941年香港淪陷前夕的四倍。在工作以外，賴廉士興趣廣泛，且熱衷體育活動和音樂，他生前也十分關注澳門的基督教墳場，曾對場內的先人資料加以整理，他身後的骨灰也是灑落於墳場之內。
賴廉士生前曾在1942年、1944年和1962年先後獲英廷頒授OBE勳銜、CBE勳銜和爵士勳銜。在1965年，他又獲香港大學頒授名譽法學博士學位和委任為終身校董，以表揚他在二戰期間和在港大校長任內的工作。

## 生平

### 早年生涯
賴廉士在1898年10月10日生於維多利亞殖民地（澳洲維多利亞省前身）紐斯特德（Newstead），在家中五名兄弟姊妹中排行最小。賴廉士的祖上於1830年8月移居澳洲，他的雙親都在澳洲出生，父親威廉·賴特（William Ride）是長老宗傳教士，母親伊麗莎·瑪麗·貝斯（Eliza Mary Best）是一名石匠的女兒。
賴廉士幼年入讀公立學校，1912年取得獎學金升讀墨爾本蘇格蘭書院（Scotch College），在校內熱衷於體育活動。第一次世界大戰爆發後，賴廉士在1914年加入墨爾本大學來福槍團，後於1917年2月14日投身澳洲帝國軍隊，並隨第38營步兵團在1918年初到西線參與壕溝戰，期間兩度在法國北部的索姆戰傷，當中一次更屬重傷。在1919年4月24日從軍隊退役後，賴廉士返回澳洲，同年取得維多利亞政府獎學金入讀墨爾本大學奧蒙德學院，主修醫學。
在大學時代，賴廉士重返墨爾本大學來福槍團任職中尉，在1921年的時候曾代表大學和書院參與大小體育、划船、木球和欖球賽事。在1921年至1922年間，他還擔任大學的學生代表理事會主席。賴廉士在校內表現傑出，這使他在1922年考獲羅德獎學金，以羅德學人身份到英國牛津大學新學院深造。賴廉士在牛津大學內同樣熱衷於課外活動，他除了是划船隊隊長外，也是學院的初級聯誼廳執事，儘管他在校內的學業成績並不特別出眾，但他的表現仍為校方留下深刻印象，且被評為「良好的羅德學人」和「一等一的好傢伙」。

### 醫學生涯
在1924年，賴廉士從牛津大學獲得生理學文學士學位，此後他繼續研究工作，並獲得資深科學獎學金，得以在倫敦的蓋伊醫院作生理學和藥理學方面的實習。在1927年，他正式從牛津大學獲得文學碩士學位畢業，同年又獲得醫學士（B.M.）和外科醫學士（B.Ch.）學位，以及分別考獲英格蘭皇家外科醫學院院員（M.R.C.S.）和倫敦皇家內科醫學院執照持牌人（L.R.C.P.）資格。此外，賴廉士對太平洋地區人種的血型系統有深入的研究，這使他在1939年再一次獲牛津大學頒授醫學士（M.D.）學位，其研究成果在同年出版成書，名為Genetics and the Clinician（《遺傳學與臨床醫生》）。
在1928年10月21日，剛滿30歲的賴廉士獲香港大學聘任為醫學院的生理學教授，從此以香港為他的居所。同年開始，賴廉士一直擔任港大醫學院生理學系主任，而且在1930年至1932年和在1935年至1939年間兩度出任醫學院院長，期間還兼任港大校董。此外，賴廉士也嘗任港府擴大營養研究委員會委員，以及由1939年起出任港府醫務委員會委員，就醫療事務提供意見。在1941年，他還加入港府執業註冊醫生名錄，成為認可執業醫生。
賴廉士在香港熱心參與各類社交活動，另外還在1931年10月20日加入香港義勇防衛軍任職陸軍中尉，不久以後獲擢升為陸軍上尉，隨後於1938年12月1日獲進一步調升為陸軍少校。自第二次世界大戰在1939年爆發後，香港及周邊華南地區的局勢日益緊張，賴廉士在1941年6月19日獲任命為陸軍中校，而且出任義勇防衛軍的戰地救傷車隊指揮，協助招攬香港大學醫科生加入備戰工作。早於1933年3月16日，賴廉士還獲得港府委任為非官守太平紳士，以表揚他對社區的貢獻。

### 二戰事蹟

#### 逃出香港
在1941年12月8日，日軍隨太平洋戰爭爆發而突然揮軍香港，觸發香港保衛戰。賴廉士在保衛戰期間負責指揮香港義勇防衛軍的戰地救傷車隊，但由於駐港英軍守備不足，與日軍實力懸殊，香港很快便在同年12月25日失守，並由港督楊慕琦爵士宣佈無條件投降，為持續三年零八個月的日治時期揭開序幕。

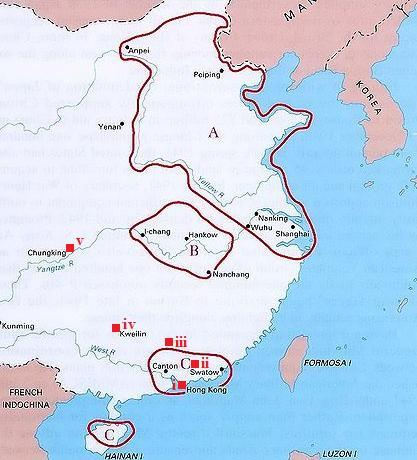
賴廉士在1942年1月9日從日佔香港（i）逃走，途經惠州（ii）、曲江（iii）和桂林（iv），最終在同年2月17日抵達重慶（v）。圖中紅色界線粗略代表1941年底日本在中國佔領的地域。

香港淪陷後，賴廉士在12月27日隨其他戰俘一同被關禁於九龍深水埗的戰俘營，他後來一度被改送到亞皆老街戰俘營，但不久以後再被送回深水埗戰俘營。當時與他一同被日軍囚禁的眾多戰俘當中，還包括隸屬於香港皇家志願後備海軍的港大工程講師摩利（D. W. Morley）和物理講師戴維斯（D. F. Davies）、以及同樣隸屬於戰地救傷車隊的代理下士李耀標。賴廉士在戰俘營中一直想辦法逃走，正好李耀標本在港大醫學院任職文員，是賴廉士的下屬，由於李耀標與外界取得聯絡，使他們有機會策劃逃走計劃。
在1942年1月8日晚上，李耀標先從戰俘營的海邊乘舢舨偷偷逃走，未為日軍發現。翌日深夜，賴廉士、摩利和戴維斯三人一同穿上預先偷運入戰俘營的平民服飾，然後由李耀標接應，乘舢舨偷偷駛向戰俘營以北的海岸登陸。賴廉士與李耀標一行人在登岸後徒步越過被日軍空襲過後的啟德機場，並在廢墟中尋找可供溫飽的剩餘物資。他們不單止避過日軍，而且還在逃亡途中得到由共產黨組織的東江縱隊成員協助，翻山越嶺繞過新界沙田，再到西貢乘船，暗中經吐露港逃出香港水域。在大鵬灣北岸的鯊魚涌登岸後，他們再受一些村民暗中協助，輾轉走到受國民政府管轄的廣東惠州，最終安全抵達國民政府的廣東省臨時省會曲江（今韶關市一帶），從而成功逃出陷區。
在曲江，賴廉士得到香港富商利銘澤的照應，而他成功從香港逃出的消息也傳到重慶的英國駐華大使館，使英方受到鼓舞。未幾，重慶方面發出指示，指令賴廉士前往重慶商討進一步營救其他英方戰俘和被囚人士的對策，賴廉士遂由曲江乘搭火車到廣西桂林，再改乘飛機轉抵重慶，終於在2月17日正午時份抵埗。
賴廉士等人是首批成功從香港戰俘營逃出的人士，而他從九龍深水埗逃到四川重慶，前後歷時大約40日，逃亡路線包括大約10日的徒步行程，當中八日更是身處於陷區之內。他的事蹟被傳揚後，獲身兼印度三軍總司令的陸軍將領韋維爾爵士於1942年6月16日親自致函表揚，同日英廷更宣佈向賴廉士頒授OBE軍事勳銜。對於東江縱隊共產黨員提供的協助，賴廉士也一直心存感激，在與陸軍部的通訊中，他甚至以「我們的游擊隊員」和「赤色游擊隊員」形容東江縱隊成員，反映出賴廉士對他們的器重。

#### 英軍服務團
在得到英方的支持和國民政府的同意下，賴廉士隨即在1942年7月返回廣東曲江，並在當地由英國循道會傳教士夫婦開辦的河西醫院內，一手創立英軍服務團（British Army Aid Group，簡稱「B.A.A.G.」）。英軍服務團名義上隸屬於印度陸軍，實際上隸屬於英國秘密情報機關軍情九處，由賴廉士親自擔任指揮。服務團以曲江為總部和以惠州作為前線基地，成員包括不少逃到華南一帶的港大學生，也有不少從香港戰俘營和拘留營逃出的戰俘、公務員和英籍人士；香港的英軍特別行動部隊（S.O.E.）在1946年2月解散後，部份成員也選擇轉投到英軍服務團繼續服役。英軍服務團的著名成員包括同樣由戰俘營逃出的祈德尊（後為爵士）、曾效力於特別行動部隊的何禮文（後為爵士）和戴斯德、以及在戰後出任港府首位華人政務官的港大學生徐家祥等。
在賴廉士的領導下，英軍服務團在戰時與東江縱隊和新界各地的抗日鄉民合作從事地下活動，負責在華南地區蒐集軍事情報，收集香港各方面的消息；此外他們又多次組織行動，安排在香港的人士秘密逃離陷區；以及暗中把醫療和其他必要的救援物資偷運到香港的集中營內。踏入1942年後期，由於日軍加強對集中營的監控，使到服務團的營救計劃變得困難。雖然如此，英軍服務團在香港淪陷期間，仍成功從香港救走數以百計的平民和38名在香港執行軍事任務期間被日軍擊落的美軍戰機機師。另一方面，英軍服務團為成功逃到華南地區的香港軍民提供接濟和援助，這些服務包括免費的醫療診治和食物、疫苗注射和針對霍亂和天花等疫病提供預防接種；不少從香港逃出的外籍人士和公務員，也得以透過英軍服務團與家人報平安。
由於英軍服務團與受共產黨控制的東江縱隊關係密切，這使得國民政府對服務團一直存有戒心，也不願提供充分和全面的協助，賴廉士需要倚賴國民政府軍事委員會委員長蔣介石的夫人宋美齡支持，才能繼續取得地方國民政府的信任。無論如何，英軍服務團對盟軍在太平洋戰爭中反敗為勝起一定作用。在1945年8月，日本宣告無條件投降，標誌著香港重光，賴廉士等英軍服務團成員遂參與從日方接收香港的工作，並按照英國駐華大使薛穆爵士的指示，在同年8月23日把香港的管治權力移交從赤柱拘留營獲釋的輔政司詹遜（後為爵士）手上。香港復於9月1日由皇家海軍少將夏慤（後為爵士）主持下籌組臨時軍政府，至1946年5月才由港督楊慕琦爵士復任港督，恢復香港的民事管治。
英軍服務團隨著香港重光而完成其任務，最終在1945年12月31日正式解散。為了嘉許賴廉士領導英軍服務團期間的貢獻，英廷除了在1942年擢升他為印度陸軍上校外，又在1944年11月9日向他頒授CBE軍事勳銜。戰後在1948年，賴廉士獲港府榮任為皇家香港防衛軍司令，並在同年獲港府頒授效率獎章，1956年再獲得陸軍准將軍階；一直到1962年，賴廉士才卸任防衛軍司令一職，正式從軍中退役。

### 港大校長
1945年香港重光後，香港政府與香港大學即著手籌備復辦香港大學，大學由1946年10月陸續復課，至1948年完全復辦。與此同時，賴廉士從英軍服務團退役後，也返回港大醫學院重執教鞭，並復任生理學系主任一職至1952年。在1949年4月，他進一步接替在日佔時期遭到囚禁的史樂詩博士（Dr. Duncan Sloss）出任香港大學第五任校長，負責為港大從戰後百廢待舉的局面恢復過來。

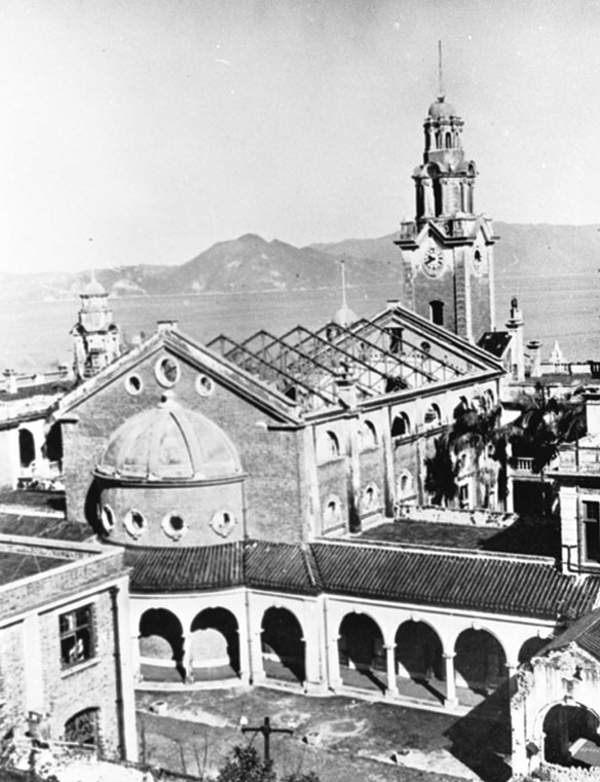
二戰完結後的1946年，受戰火破壞的香港大學仍然一遍蕭條

賴廉士在任港大校長長達15年，至1964年才告退休，是港大歷史上在任時間最長的校長。在任內，港大得到政府積極增加撥款，又不時獲得各界捐款，使其規模急速擴展，化學大樓、圖書館大樓、學生會大樓、以及專為女生而設的何東夫人紀念堂和根德公爵夫人堂等22座建築物和舍堂紛紛落成啟用；在1956年，大學校方又購入港島薄扶林道一座古老大宅作為男生舍堂，並命名為大學堂。
賴廉士任內還於1951年見證建築學系成立、在1953年創辦東方文化研究院、在1956年創辦香港大學出版社、以及在同年設立校外課程部，專門為成人提供進修的機會。此外，由大學頒授的土木工程學位也在1950年代開始獲得專業地位。在1961年，賴廉士主持了港大創校50周年金禧紀念，而且籌備多項活動以隆重其事。在他的管治下，港大學生人數錄得快速增長，到1961年的時候更超過2,000人，是1941年時的四倍。不過，也有一些意見批評他管治後期過於家長式管治，不利大學的長遠發展。
另一方面，早於在1950年代初，港府曾委託獨立專家，研究香港是否可能開辦一所以中文為教學語言的大學。然而，當時的獨立專家認為殖民地不應同時存在兩所大學，但建議可由香港大學開辦中文課程代替。專家報告雖然獲得時任港督葛量洪爵士接納，可是港大校方卻存在重大分歧，報告列出的建議在教務會內僅以一票之差獲得通過，隨後更被校董會否決，最終賴廉士在1953年正式拒絕了在港大開設中文課程的方案。
雖然如此，賴廉士事實上一直支持在香港設立一所中文大學的構想。繼任港督柏立基爵士在1958年上任後，也積極為香港開辦中文大學做好準備，並於1961年設立大學籌備委員會作初步籌劃，賴廉士遂以港大校長身份獲委任為委員會委員。翌年，柏立基復邀請英國資深教育行政人員富爾敦（J. S. Fulton，後為勳爵）等人來港考察高等教育情況，就香港香港三所中文專上院校合併成為一所全新的中文大學提供深入意見。有關意見在1963年4月經《富爾敦報告書》發表後，港府再於同年6月成立臨時校董會，賴廉士即獲委任為校董，除了就籌備新校提供意見外，還在同年10月17日見證香港中文大學正式宣告成立。
在香港大學金禧年期間，賴廉士曾在1960年至1961年出任英聯邦大學協會主席，以及在1961年出任聯合國教科文組織第二次東南亞地區科學研究會議主席；他也是東南亞高等教育機構協會（A.S.A.I.H.L.）的創會會員，後來更於1963年至1964年出任聯盟副主席。賴廉士在1964年11月開展退休前休假，至翌年1月正式卸任港大校長一職，由鈕魯詩博士（Dr. W. C. G. Knowles）接任。為表彰賴廉士對香港高等教育的貢獻，他在1962年元旦授勳名單中獲英廷授予爵士勳銜，同年7月18日在英國倫敦白金漢宮由英女皇伊利沙伯二世主持授勳。

### 晚年生涯
賴廉士退休後選擇留居香港，並居於跑馬地東半山司徒拔道豪宅玫瑰新邨。晚年的賴廉士在1965年獲香港大學頒贈多項榮譽，當中包括獲委任為港大終身校董、生理學榮休講座教授、以及獲校方頒授名譽法學博士學位。在1966年，香港因為天星小輪加價事件和內地局勢不穩影響而引發一場小規模騷動，事後賴廉士獲港督戴麟趾爵士委任為九龍騷動調查委員會委員，委員會復於1967年發表《九龍騷動調查委員會報告書》，指出經濟不景和警察貪污問題是騷亂的主要成因之一。
賴廉士在1977年10月10日渡過79歲生辰，但於同月17日在香港病逝。身後，他的遺體在香港火化，骨灰則灑落於澳門基督教墳場內。此外，墳場內也有一塊由家人為他豎立的墓碑。

## 個人生活

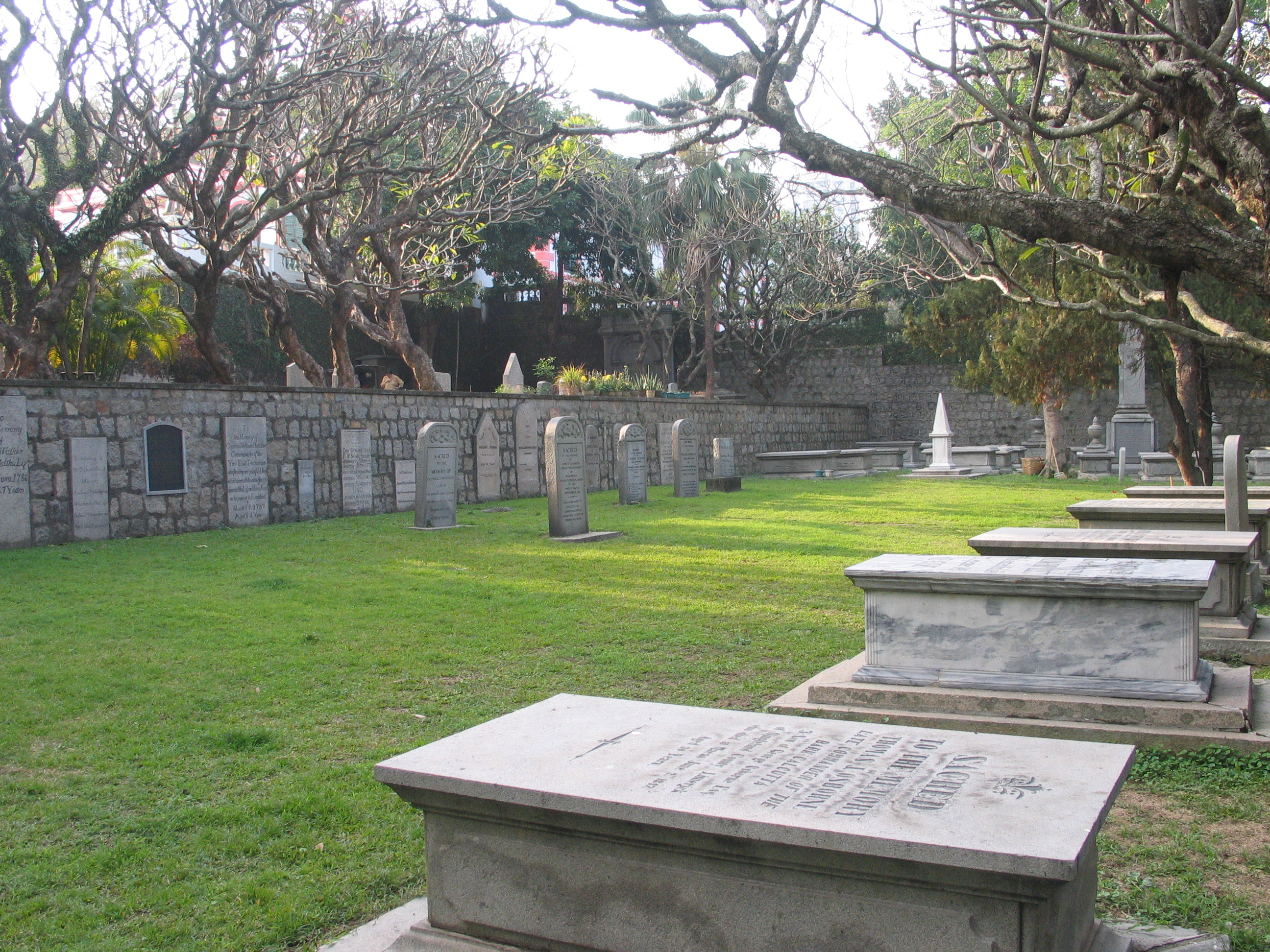
賴廉士身後葬於澳門基督教墳場內，圖中遠方矮牆上的黑色石碑是他的墓碑

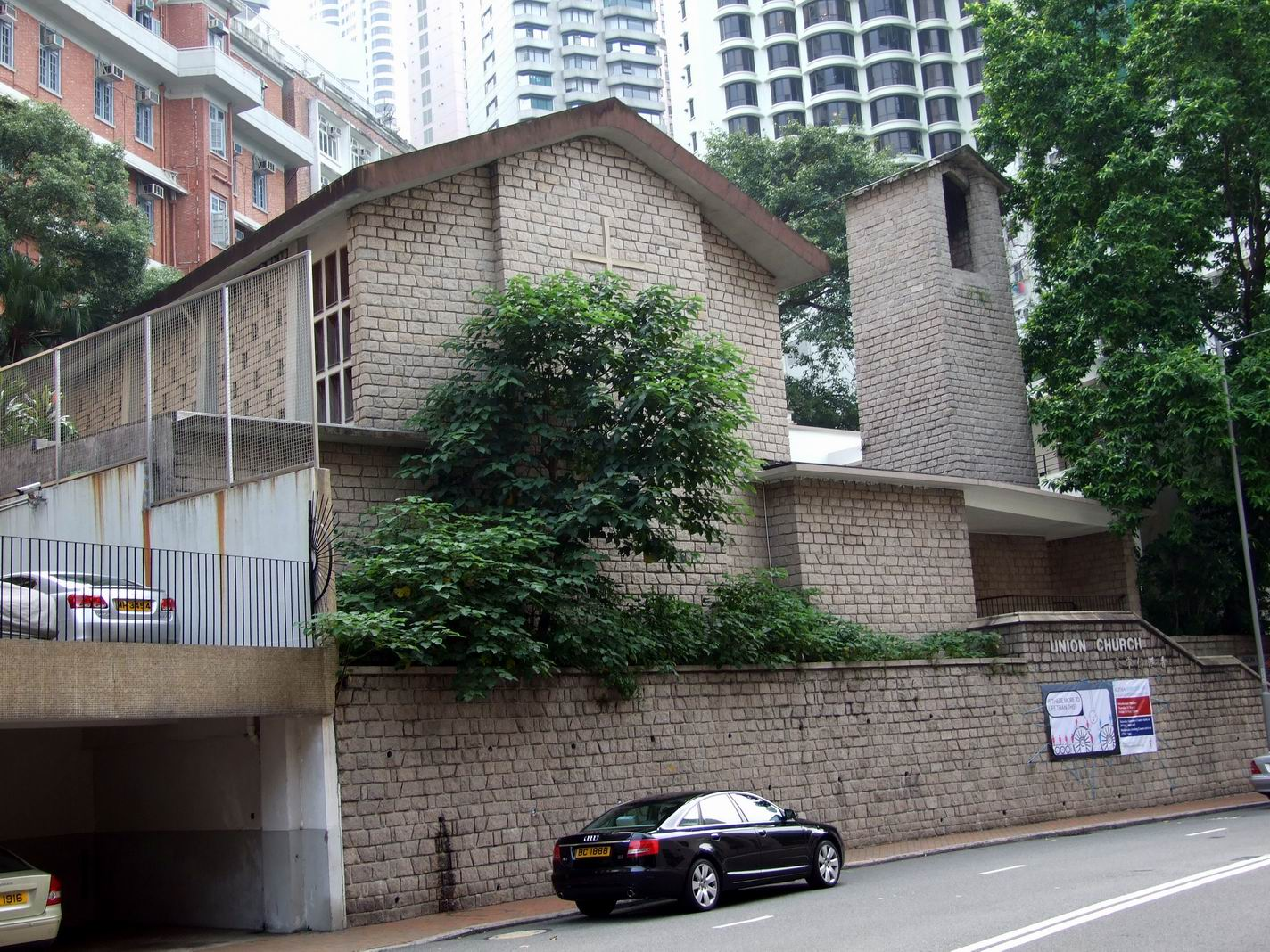
香港佑寧堂

賴廉士曾經有兩段婚姻，在1925年6月30日，他在英國倫敦切爾西的聖哥倫伯教堂（St Columba's Church）迎娶瑪麗·瑪嘉烈·路易莎·芬利蒂（Mary Margaret Louisa Fenety，1892年－1971年）為妻，婚禮以蘇格蘭長老會形式舉行。瑪麗本為加拿大人，兩人共育有兩子兩女，其中長子威廉·大衛·林賽·賴特博士（Dr William David Lindsay Ride，1926年5月8日－2011年11月6日）是澳洲動物學家，另外次子埃德溫·約翰·林賽·賴特（Edwin John Lindsay Ride，又名賴翼雲，1931年11月12日－1996年5月23日）和女兒伊莉莎伯·賴特（Elizabeth Ride）曾收集和研究不少關於其父在二戰時的資料。在1981年出版、講述英軍服務團的歷史專書BAAG, Hong Kong Resistance, 1942-1945（《1942年－1945年：香港抵抗之英軍服務團》），即由賴廉士的次子所撰寫。賴廉士夫婦與子女本來於香港生活，但鑑於遠東局勢不穩，賴廉士在1938年把妻兒子女送到澳洲生活，惟夫婦二人最終因為感情疏淡而離異。
在1954年11月12日，賴廉士復於香港佑寧堂迎娶維奧莉·梅·威徹爾（Violet May Witchell，1915年－1999年3月）為第二任妻子。威徹爾的祖父母早於19世紀由英國移居香港，她在香港出生，戰前曾任職賴廉士的秘書，兩人因而認識。賴廉士在1962年獲封爵士後，其妻遂獲稱為賴廉士爵士夫人。賴廉士夫婦晚年熱心關注澳門基督教墳場的狀況，並重新整理安葬於墳場內的先人資料。基於賴廉士與基督教墳場的關係密切，因此他在1977年逝世後獲准安葬於墳場內，至於爵士夫人則一直留在香港，至1996年遷居英國，1999年3月在當地逝世。
賴廉士生前喜愛參與社交活動，而且興趣廣泛，由木球、網球、划艇、觀鳥、東南亞歷史以至音樂都是他的專長。早於二戰以前，他已經擔任佑寧堂長老，此外又曾代表香港木球會作賽，本身是男中音的他更在1930年代協助創立本地劇團Hong Kong Singers。在二戰以後，賴廉士嘗任Hong Kong Singers的主席兼指揮，並擔任香港管弦樂團成員。在1962年，倫敦皇家音樂學院（Royal Academy of Music）復向他頒授榮譽院員的資格，以肯定他在音樂方面的業餘成就。賴廉士生前也歷任香港射擊總會主席、香港防癆會副主席和國際痳瘋救濟會香港分會副主席，也是香港會、倫敦藝文會和伯克郡泰晤士河畔亨利（Henley-on-Thames）的里安德會（Leander Club）會員。

## 部份著作
- "On the Anthropological and Ethnological Value of Blood-grouping Data, with Special Reference to Some of the Native Tribes of British North Borneo", Proceedings of the 5th Pacific Science Congress. Canada: University of Toronto Press, 1934.

（直譯：〈以英屬北婆羅乃部份土著作為特別例子，研究血型系統數據的人類學及人種學價值〉，《第五次太平洋科學大會議事紀錄》。加拿大：多倫多大學出版社，1934年。）
- Human genetics and its relation to medical problems. Hong Kong: Hong Kong University Medical Society, 1935.

（直譯：《人類遺傳學與其相關醫學問題》。香港：香港大學醫學會，1935年。）
- Genetics and the Clinician. Bristol: Wright, 1939.

（直譯：《遺傳學與臨床醫生》。布里斯托：萊特出版社，1939年。）
- Whither Higher Education?. Hong Kong: s.n., 1956.

（直譯：《高等教育何去何從？》。香港：未注名，1956年。）
- Robert Morrison: The Scholar and the Man. Hong Kong: Hong Kong University Press, 1957.

（中文版：《馬禮遜其學其人》。香港：香港大學出版社，1957年。）
- James Legge: Biographical Note. Hong Kong: Hong Kong University Press, 1960.

（直譯：《理雅各：生平資料》。香港：香港大學出版社，1960年。）
- The Old Protestant Cementery in Macao. Hong Kong: Royal Asiatic Society, 1963.

（直譯：《澳門舊基督教墳場》。香港：皇家亞洲學會，1963年。）
- Dr. Sun Yat Sen and Medical Education. Manila: Philippine Federation of Private Medical Practitioners, Inc., 1965.

（直譯：《孫逸仙博士與醫學教育》。馬尼拉：菲律賓私家執業醫生聯盟法團，1965年。）
- James Legge - 150 years. Hong Kong : Union Church, 1966.

（直譯：《理雅各－150年》。香港：佑寧堂，1966年。）
- Hogan, Sir Michael, and Ride, Sir Lindsay, Papers of the Star Ferry Riot Inquiry. Hong Kong: Government Printer, 1966.

（直譯：何瑾爵士、賴廉士爵士著，《天星小輪暴動研訊文件》。香港：政府印務局，1966年。）
- Reminiscences of Music in Hong Kong. Hong Kong: s.n., 1969.

（直譯：《香港音樂話舊》。香港：未注明，1969年。）
- Ride, Sir Lindsay, Ride, Lady May, and Edited by Mellor, Bernard, An East India Company Cemetery: Protestant Burials in Macao. Hong Kong: Hong Kong University Press, 1996. 網上版本

（直譯：賴廉士爵士、賴廉士爵士夫人著、梅樂彬編，《東印度公司墳場：澳門的新教徒墓地》。香港：香港大學出版社，1996年。）

## 榮譽

### 殊勳
- J.P.（非官守，1933年3月16日[17]）
- O.B.E.（軍事，1942年6月16日[24]）
- C.B.E.（軍事，1944年11月9日[26]）
- E.D.（連三條橫條，1948年[27][6]）
- Kt.（1962年元旦授勳名單[33]）

### 名譽學位
- 名譽法學博士
  - 多倫多大學（1952年[1][6]）
  - 墨爾本大學 （1956年[1]）
  - 倫敦大學[1]
  - 香港大學 （1965年[7]）

### 以他命名的事物
- 賴廉士體育中心（Lindsay Ride Sports Centres）：位於香港大學內，於1963年落成，與建成於1984年的何世光夫人體育中心為鄰。2020年拆卸，正在重建中。

## 注腳
1. 1 2 3 4 5 6 7 8  The International Who's Who, 1974-75. Europa Publications, 1974.
2. 1 2 3 4 5 6 7 8 9 10 11 12 13 14 15 16 17 18  Poynter, J. R., "Ride, Sir Lindsay Tasman (1898–1977)", Australian Dictionary of Biography Volume 16. Australia: National Centre of Biography, Australian National University, 2002.
3. 1 2 3 4 5 6 7 8 9 10 11 12 13 14  "An Interesting Project: Biography of Sir Lindsay Tasman Ride", Medical Alumini Day 2005. Faculty of MEdicine, The University of Hong Kong, 2005.
4. ↑  Debrett's Handbook of Australia and New Zealand. Debrett's Peerage, 1984.
5. 1 2 3 4 5 6  Who's Who in Australia Vol 22. The Herald, 1977.
6. 1 2 3 4 5 6 7  Edited by Luzzatto, Rola, Hong Kong Who's Who: An Almanac of Personalities and Their History, 1958- 1950. Hong Kong: Ye Olde Printers, 1960.
7. 1 2 3 4 5 6 7  "Sir Lindsay Tasman RIDE", The Honorary Graduates. Hong Kong: The University of Hong Kong, 1965.
8. 1 2 3 4  The Medical Directory 1951. J. & A. Churchill Ltd., 1951.
9. 1 2 3 4  Kan, Lai-bing, Chu, Grace H. L., Library and Information Services in Hong Kong. Hong Kong: Hong Kong University Press, 1988.
10. ↑  Annual Medical Report for the Yaer 1939 （页面存档备份，存于）. Hong Kong: Hong Kong Government, 1939.
11. ↑  "No. 116 （页面存档备份，存于）", The Hong Kong Government Gazette. Hong Kong: Hong Kong Government, 10 February 1939.
12. ↑  "No. 1045 （页面存档备份，存于）", The Hong Kong Government Gazette. Hong Kong: Hong Kong Government, 29 August 1941.
13. ↑  "No. 713 （页面存档备份，存于）", The Hong Kong Government Gazette. Hong Kong: Hong Kong Government, 13 November 1931.
14. ↑  "No. 997 （页面存档备份，存于）", The Hong Kong Government Gazette. Hong Kong: Hong Kong Government, 23 December 1938.
15. 1 2 3 4  Tusi, Paul, Paul Tsui Ka Cheung's Memoirs, 1989.
16. ↑  "No. 829", The Hong Kong Government Gazette. Hong Kong: Hong Kong Government, 11 July 1941.
17. 1 2  "No. 171 （页面存档备份，存于）", The Hong Kong Government Gazette. Hong Kong: Hong Kong Government, 17 March 1933.
18. 1 2 3 4  Banham, Tony, We Shall Suffer There. Hong Kong: Hong Kong University Press, 2009.
19. 1 2 3 4 5  Ride, Edwin, BAAG, Hong Kong Resistance, 1942-1945. Oxford University Press, 1981.
20. 1 2 3 4 5 6  Levine, Alan J., Captivity, Flight, and Survival in World War II. Greenwood Publishing Group, 2000.
21. 1 2 3 4 5 6 7  Endacott, G. B., Hong Kong Eclipse. Oxford University Press, 1978.
22. ↑  Poy, Vivienne, "Hong Kong 1941, D.A. Wilson Secondary School, Whitby, Ontario", Speeches by Senator Vivienne Poy. Canada: Vivienne Poy Senate Website, 27 October 2005.
23. 1 2  〈海防博物館舉行英軍服務團情報草圖展（附圖）〉，《新聞公報》。香港：香港特別行政區政府，2010年9月22日。
24. 1 2  "Supplement to Issue 35595 （页面存档备份，存于）", London Gazette, 12 June 1942, p.2639.
25. ↑  Poy, Vivienne, Building Bridges: The Life & Times of Richard Charles Lee, Hong Kong, 1905-1983. Ontario : Calyan Publishing, 1998.
26. 1 2 3  "Supplement to Issue 36785 （页面存档备份，存于）", London Gazette, 7 November 1944, p.5129.
27. 1 2 3  〈元旦英女皇授勳名單公佈〉，《工商日報》第五頁，1962年1月1日。
28. ↑  Edited by Matthews, Clifford N., and Cheung, Sir Oswald, Dispersal and Renewal: Hong Kong University During the War Years. Hong Kong: Hong Kong University Press, 1998.
29. 1 2  "Past Visions of the Future: Some perspectives on the history of The University of Hong Kong", University Museum and Art Gallery, The University of Hong Kong, retrieved on 29 December 2011.
30. ↑  "About Us", Hong Kong University Press, retrieved on 29 December 2011.
31. 1 2  "The Past 50 Years", The University of Hong Kong, retrieved on 29 December 2011.
32. 1 2 3 4 5 6  吳倫霓霞編，《邁進中的大學：香港中文大學三十年》。香港：中文大學出版社，1993年。
33. 1 2  "Issue 42552 （页面存档备份，存于）", London Gazette, 29 December 1961, p.2.
34. ↑  "Issue 42736 （页面存档备份，存于）", London Gazette, 20 July 1962, p.5807.
35. 1 2 3  Nelson, Chris, "Lindsay Tasman Ride", Find A Grave, retrieved on 29 December 2011.
36. ↑  Steenstrup, Bjørn, Hvem er hvem? 1979. Kunnskapsforlaget, 1979.
37. ↑  "Obituaries", Scotch College, Melbourne, retrieved on 29 December 2011.
38. ↑  Blyth, Sally and Wotherspoon, Ian, Hong Kong Remembers. Oxford University Press, 1996.
39. ↑  Ride, Sir Lindsay, and Ride, Lady May, The Voices of Macao Stones. Hong Kong University Press, 1999.

### 外文資料
- The Medical Directory 1951. J. & A. Churchill Ltd., 1951.
- Edited by Luzzatto, Rola, Hong Kong Who's Who: An Almanac of Personalities and Their History, 1958- 1950. Hong Kong: Ye Olde Printers, 1960.
- "Sir Lindsay Tasman RIDE （页面存档备份，存于）", The Honorary Graduates. Hong Kong: The University of Hong Kong, 1965.
- The International Who's Who, 1974-75. Europa Publications, 1974.
- Who's Who in Australia Vol 22. The Herald, 1977.
- Endacott, G. B., Hong Kong Eclipse. Oxford University Press, 1978.
- Steenstrup, Bjørn, Hvem er hvem? 1979. Kunnskapsforlaget, 1979.
- Ride, Edwin, BAAG, Hong Kong Resistance, 1942-1945. Oxford University Press, 1981.
- Debrett's Handbook of Australia and New Zealand. Debrett's Peerage, 1984.
- Kan, Lai-bing, Chu, Grace H. L., Library and Information Services in Hong Kong. Hong Kong: Hong Kong University Press, 1988.
- Tusi, Paul, Paul Tsui Ka Cheung's Memoirs （页面存档备份，存于）, 1989.
- Blyth, Sally and Wotherspoon, Ian, Hong Kong Remembers. Oxford University Press, 1996.
- Poy, Vivienne, Building Bridges: The Life & Times of Richard Charles Lee, Hong Kong, 1905-1983. Ontario: Calyan Publishing, 1998.
- Edited by Matthews, Clifford N., and Cheung, Sir Oswald, Dispersal and Renewal: Hong Kong University During the War Years. Hong Kong: Hong Kong University Press, 1998.
- Ride, Sir Lindsay, and Ride, Lady May, The Voices of Macao Stones. Hong Kong University Press, 1999.
- Levine, Alan J., Captivity, Flight, and Survival in World War II. Greenwood Publishing Group, 2000.
- Poynter, J. R., "Ride, Sir Lindsay Tasman (1898–1977) （页面存档备份，存于）", Australian Dictionary of Biography Volume 16. Australia: National Centre of Biography, Australian National University, 2002.
- Poy, Vivienne, "Hong Kong 1941, D.A. Wilson Secondary School, Whitby, Ontario", Speeches by Senator Vivienne Poy. Canada: Vivienne Poy Senate Website, 27 October 2005.
- "An Interesting Project: Biography of Sir Lindsay Tasman Ride", Medical Alumini Day 2005. Faculty of MEdicine, The University of Hong Kong, 2005.
- Banham, Tony, We Shall Suffer There. Hong Kong: Hong Kong University Press, 2009.
- Nelson, Chris, "Lindsay Tasman Ride", Find A Grave, retrieved on 29 December 2011.
- "About Us （页面存档备份，存于）", Hong Kong University Press, retrieved on 29 December 2011.
- "The Past 50 Years", The University of Hong Kong, retrieved on 29 December 2011.
- "Past Visions of the Future: Some perspectives on the history of The University of Hong Kong", University Museum and Art Gallery, The University of Hong Kong, retrieved on 29 December 2011.
- "Obituaries （页面存档备份，存于）", Scotch College, Melbourne, retrieved on 29 December 2011.

### 中文資料
- 〈元旦英女皇授勳名單公佈〉，《工商日報》第五頁，1962年1月1日。
- 吳倫霓霞編，《邁進中的大學：香港中文大學三十年 （页面存档备份，存于）》。香港：中文大學出版社，1993年。
- 〈海防博物館舉行英軍服務團情報草圖展（附圖） （页面存档备份，存于）〉，《新聞公報》。香港：香港特別行政區政府，2010年9月22日。

## 延伸閱讀
- Mellor, Bernard, The University of Hong Kong, An Informal History. Hong Kong: Hong Kong University Press, 1980.
- Ride, Edwin, BAAG, Hong Kong Resistance, 1942-1945. Hong Kong: Oxford University Press, 1981.
- Ride, Sir Lindsay, and Ride, Lady May, The Voices of Macao Stones. Hong Kong: Hong Kong University Press, 1999.

## 外部連結
- 香港大學贊詞，1965年
- 賴廉士爵士位於澳門舊基督教墳場的墓碑
- Ride, Sir Lindsay Tasman (1898–1977) （页面存档备份，存于）

| 學術機關職務      | 學術機關職務                      | 學術機關職務      |
| ----------------- | --------------------------------- | ----------------- |
| 前任： 史樂詩博士 | 香港大學校長 1949年4月-1964年11月 | 繼任： 鈕魯詩博士 |